# Elmer Fudd/Filmografie
Dies ist eine Liste der verschiedenen Elmer-Fudd-Zeichentrickfilme.
Ein Vorläufer von Elmer Fudd namens Egghead war inklusive seines Debüts in Tex Averys 1937 erschienenen Kurzfilm Cowboy Jippi-Jee bis 1939 in 12 Kurzfilmen zu sehen. Bereits 1938 erhielt dieser in dem Kurzfilm Bergfehde den Namen Elmer Fudd. 1940 gestaltete Chuck Jones die Figur für seinen Kurzfilm Vorsicht Kamera! um, wodurch der bekannte Elmer Fudd seinen ersten Auftritt bekam. Dieser war im goldenen Zeitalter des US-amerikanischen Zeichentrickfilms von 1940 bis 1962 in insgesamt 62 Kurzfilmen der Looney-Tunes- und Merrie-Melodies-Reihen zu sehen, wobei er in vieren davon nur einen Kurzauftritt hatte. In weiteren vieren davon und in dem Propagandafilm Any Bonds Today? aus dem Jahr 1942 konnte man ihn als eine übergewichtige Version seiner selbst erblicken. Erwähnenswert ist Tex Averys Kurzfilm Die Hasenfalle von 1940, der eine Nominierung für den Oscar erhielt.
Nach dem goldenen Zeitalter des US-amerikanischen Zeichentrickfilms wurden 7 weitere Kurzfilme mit Elmer Fudd produziert, von denen drei innerhalb verschiedener Fernsehspecials erschienen (darunter ein Kurzauftritt), einer lediglich einen Kurzauftritt Elmer Fudds zeigt und einer ein 3D-Animationsfilm ist.
Elmer Fudd tauchte von 1972 bis 1992 in zahlreichen Fernsehspecials auf, die großteils aus alten Kurzfilmen bestehen. Einzig Daffy Duck and Porky Pig Meet the Groovie Goolies (1972), Bugs Bunny am Hofe König Arthurs (1978), Bugs Bunny’s Looney Christmas Tales (1979) und Bugs Bunny’s Bustin’ Out All Over (1980) waren vollständig neue Produktionen. Auch war er in den 1970er und 1980er Jahren in einigen Kino-Kompilationsfilmen zu sehen. Ab den 1990er-Jahren erschien er in etlichen Direct-to-Video-Veröffentlichungen. Anfang der 2000er Jahre wurden auf der Looney-Tunes-Website mehrere Webtoons mit ihm veröffentlicht. Zudem war er in verschiedenen Fernsehserien und in den vier mit Animationen kombinierten Realfilmen Falsches Spiel mit Roger Rabbit (1988), hier hatte er einen Kurzauftritt, Space Jam (1996), Looney Tunes: Back in Action (2003), hier hatte auch seine Vorläufer-Figur Egghead einen kurzen Auftritt, und Space Jam: A New Legacy (2021) zu sehen.

## Kurzfilme
Insgesamt sind 82 Kurzfilme mit Elmer Fudd bzw. dessen Prototyp Egghead gelistet.
| Erstausstrahlung (USA)                          | Deutscher Titel                          | Originaltitel                                 | Bekannte Charaktere | LT/MM   | Regie                               | Anmerkungen |
| ----------------------------------------------- | ---------------------------------------- | --------------------------------------------- | --- | ------- | ----------------------------------- | --- |
| 17. Juli 1937                                   | Cowboy Jippi-Jee                         | Egghead Rides Again                           | – | MM      | Tex Avery                           | mit Egghead |
| 6. Nov. 1937 (17. Aug. 1946*)                   | Rotkäppchen – Total verrückt             | Little Red Walking Hood                       | Böser Wolf, Rotkäppchen, Granny | MM*     | Tex Avery                           | mit Egghead |
| 1. Jan. 1938 (20. Apr. 1946*)                   | Daffy Duck und Eierkopf                  | Daffy Duck & Egghead/ Daffy Duck and Egghead* | Daffy Duck | MM*     | Tex Avery                           | mit Egghead |
| 28. Mai 1938 (19. Aug. 1944*)                   | Insel im blauen Meer                     | The Isle of Pingo Pongo                       | – | MM*     | Tex Avery                           | mit Egghead; Censored 11 |
| 23. Juli 1938                                   | Super-Cinderella                         | Cinderella Meets Fella                        | Aschenputtel, Kurzauftritt: Weihnachtsmann | MM      | Tex Avery                           | mit Egghead |
| 27. Aug. 1938                                   | Aladin in Bagdad                         | A-Lad-In Bagdad                               | – | MM      | Cal Howard & Cal Dalton             | mit Egghead |
| 24. Sep. 1938 (11. Sep. 1943*) (13. Sep. 1952*) | Bergfehde                                | A Feud There Was                              | – | MM*     | Tex Avery                           | mit Egghead; erste Erwähnung von Elmer Fudds Namen; erste Blue-Ribbon-Veröffentlichung                                                                                   |
| 22. Okt. 1938 (22. Juni 1946*)                  | Mein Wigwam – Dein Wigwam!               | Johnny Smith and Poker-Huntas                 | Pocahontas | MM*     | Tex Avery                           | mit Egghead |
| 17. Dez. 1938                                   | Boxen wie ein Champ                      | Count Me Out                                  | – | MM      | Ben Hardaway & Cal Dalton           | mit Egghead |
| 28. Jan. 1939                                   | Varieté der Amateure (K)                 | Hamateur Night                                | – | MM      | Tex Avery                           | mit Egghead; dt. Alternativtitel: Die Nacht der Komödianten (K); Jeder kann mitmachen                                                                                    |
| 11. Mär. 1939 (8. Nov. 1952*)                   | Ein Besuch im Zoo (K)                    | A Day at the Zoo                              | – | MM*     | Tex Avery                           | mit Egghead; dt. Alternativtitel: Ein Tag im Zoo (K) |
| 3. Juni 1939                                    | –                                        | Believe It or Else                            | – | MM      | Tex Avery                           | mit Egghead |
| 2. Mär. 1940                                    | Vorsicht Kamera!                         | Elmer’s Candid Camera                         | Proto-Bugs-Bunny | MM      | Chuck Jones                         | dt. Alternativtitel: Foto-Safari; Vorsicht Kamera |
| 30. Mär. 1940                                   | –                                        | Confederate Honey                             | – | MM      | Friz Freleng                        | als Ned Cutler |
| 27. Apr. 1940                                   | Alles wegen der Indianer                 | The Hardship of Miles Standish                | – | MM      | Friz Freleng                        | |
| 27. Juli 1940 (17. Juni 1944*)                  | Die Hasenfalle                           | A Wild Hare/ The Wild Hare*                   | Bugs Bunny | MM*     | Tex Avery                           | Oscar-Nominierung (1941); Hugo-Award-Nominierung (1941) |
| 26. Okt. 1940                                   | Gute Nacht, Elmer!                       | Good Night Elmer                              | – | MM      | Chuck Jones                         | |
| 4. Jan. 1941                                    | Kaninchenplage                           | Elmer’s Pet Rabbit                            | Bugs Bunny | MM      | Chuck Jones                         | |
| 20. Dez. 1941                                   | Immer Ärger mit dem Hasen                | Wabbit Twouble                                | Bugs Bunny | MM      | Robert Clampett                     | mit einem dicken Elmer |
| 28. Mär. 1942                                   | Der Hase, der zum Essen kam              | The Wabbit Who Came to Supper                 | Bugs Bunny | MM      | Friz Freleng                        | mit einem dicken Elmer; dt. Alternativtitel: Das Kaninchen, das zum Abendessen kam (K); Ein Hase kommt zum Essen (K); Haarige Erbschaft (K); Zum Abendessen ein Hase (K) |
| 2. Apr. 1942                                    | –                                        | Any Bonds Today?                              | Bugs Bunny, Schweinchen Dick | –       | Robert Clampett                     | mit einem dicken Elmer; Propagandafilm, der während des 2. Weltkriegs dazu benutzt wurde um Kriegsanleihen zu verkaufen                                                  |
| 2. Mai 1942                                     | Goldgräber unter sich                    | The Wacky Wabbit                              | Bugs Bunny | MM      | Robert Clampett                     | mit einem dicken Elmer; dt. Alternativtitel: Auf Goldsuche (K); Das verrückte Kaninchen (K)                                                                              |
| 23. Mai 1942                                    | –                                        | Nutty News                                    | Kurzauftritt: Willoughby the Dog | LT      | Robert Clampett                     | einziger Schwarzweißfilm mit Elmer Fudd, nur Stimme |
| 22. Aug. 1942                                   | Tot oder lebendig (K)                    | Fresh Hare                                    | Bugs Bunny | MM      | Friz Freleng                        | mit einem dicken Elmer; dt. Alternativtitel: Bugs Bunny stellt sich (K)                                                                                                  |
| 31. Okt. 1942                                   | Der hasenfüssige Hypnotiseur             | The Hare-Brained Hypnotist                    | Bugs Bunny | MM      | Friz Freleng                        | dt. Alternativtitel: Der hasenfüßige Hypnotiseur; Bugs Bunny der Hypnotiseur (K); Unter Hypnose (K); Hase unter Hypnose                                                  |
| 6. Mär. 1943                                    | Ring frei für Daffy Duck                 | To Duck.... or Not to Duck                    | Daffy Duck, Laramore (Proto-Charlie-Dog) | LT      | Chuck Jones                         | dt. Alternativtitel: Untertauchen oder nicht (K); Ente oder nicht Ente (K)                                                                                               |
| 18. Sep. 1943                                   | Wunderliche Walzerträume                 | A Corny Concerto                              | Bugs Bunny, Daffy Duck, Schweinchen Dick | MM      | Robert Clampett                     | dt. Alternativtitel: Bugs Bunny – Merkwürdiges Konzert (K); Cornys Konzert (K); Konzert mit Hindernissen (K)                                                             |
| 4. Dez. 1943 (30. Okt. 1948*)                   | Verfloht und zugezeckt                   | An Itch in Time                               | Willoughby the Dog, A. Flea, Kurzauftritte in einem Comic: Bugs Bunny, Schweinchen Dick | MM*     | Robert Clampett                     | dt. Alternativtitel: Es juckt rechtzeitig (K); Der beste Freund des Flohs                                                                                                |
| 28. Okt. 1944                                   | Hasenjagd ist angesagt                   | The Old Grey Hare                             | Bugs Bunny | MM      | Robert Clampett                     | |
| 25. Nov. 1944 (1. Sep. 1951*)                   | Amor schießt vorbei                      | The Stupid Cupid                              | Daffy Duck | LT, MM* | Frank Tashlin                       | |
| 30. Dez. 1944                                   | Bretter, die die Welt bedeuten           | Stage Door Cartoon                            | Bugs Bunny | MM      | Friz Freleng                        | dt. Alternativtitel: Ein alter Hase im Showgeschäft |
| 10. Feb. 1945                                   | Hasenspäße                               | The Unruly Hare                               | Bugs Bunny | MM      | Frank Tashlin                       | |
| 10. Nov. 1945                                   | Hasinitis                                | Hare Tonic                                    | Bugs Bunny | LT      | Chuck Jones                         | nicht zu verwechseln mit Falscher Hase aus dem Jahr 1964 (OT: False Hare); dt. Alternativtitel: Falscher Hase; So ein Hasenbraten                                        |
| 23. Mär. 1946                                   | Dr. Elmer und Mr. Bugs                   | Hare Remover                                  | Bugs Bunny | MM      | Frank Tashlin                       | dt. Alternativtitel: Wenn Wissenschaft Sorgen schafft |
| 5. Okt. 1946                                    | Das große Schlummern                     | The Big Snooze                                | Bugs Bunny | LT      | Robert Clampett                     | Satellite-Award-Nominierung (2005) |
| 28. Juni 1947                                   | Osterhasen-Vertretung                    | Easter Yeggs                                  | Bugs Bunny, Osterhase | LT      | Robert McKimson                     | dt. Alternativtitel: Osterbunny |
| 2. Aug. 1947                                    | Halt den Schnabel, Daffy!                | A Pest in the House                           | Daffy Duck | MM      | Chuck Jones                         | |
| 1. Nov. 1947                                    | Hasenbraten in Hollywood                 | Slick Hare                                    | Bugs Bunny | MM      | Friz Freleng                        | dt. Alternativtitel: Hasenbraten |
| 14. Feb. 1948                                   | Auf Enten schießt man nicht              | What Makes Daffy Duck                         | Daffy Duck | LT      | Arthur Davis                        | |
| 27. Mär. 1948 (5. Feb. 1955*)                   | Konzertanter Katzenjammer                | Back Alley Oproar                             | Sylvester | MM*     | Friz Freleng                        | Satellite-Award-Nominierung (2005); Farb-Remake von Konzert für Katze und Miau (OT: Notes to You, 1941); dt. Alternativtitel: Viel Lärm im Hinterhof                     |
| 6. Nov. 1948 (21. Apr. 1956*)                   | Alles für die Katz                       | Kit for Cat                                   | Sylvester | LT, MM* | Friz Freleng                        | nicht zu verwechseln mit Alles für die Katz aus dem Jahr 1946 (OT: Kitty Kornered); dt. Alternativtitel: Kein Haustier für Elmer                                         |
| 1. Jan. 1949 (1958–59*)                         | –                                        | Wise Quackers                                 | Daffy Duck | LT, MM* | Friz Freleng                        | |
| 15. Jan. 1949                                   | Chaos im Kino                            | Hare Do                                       | Bugs Bunny | MM      | Friz Freleng                        | dt. Alternativtitel: Platz da! |
| 23. Sep. 1949 (15. Juni 1957*)                  | –                                        | Each Dawn I Crow                              | – | MM*     | Friz Freleng                        | |
| 4. Mär. 1950 (1957–58*)                         | Das scharlachrote Pumpernickel           | The Scarlet Pumpernickel                      | Daffy Duck, Schweinchen Dick, Sylvester, Melissa Duck, Kurzauftritte: Henery Hawk, Mama Bär | LT, MM* | Chuck Jones                         | Kurzauftritt; dt. Alternativtitel: Der Scharlachrote Pumpernickel |
| 17. Juni 1950                                   | Is’ was, Doc?                            | What’s Up Doc?                                | Bugs Bunny | LT      | Robert McKimson                     | dt. Alternativtitel: Is was, Doc? |
| 16. Dez. 1950 (18. Jan. 1969*)                  | Der Hase von Sevilla                     | Rabbit of Seville                             | Bugs Bunny | LT*     | Chuck Jones                         | Hugo-Award-Nominierung (1951) |
| 19. Mai 1951 (1960–61*)                         | Die Jagdsaison ist eröffnet              | Rabbit Fire                                   | Bugs Bunny, Daffy Duck | LT, MM* | Chuck Jones                         | 1. Teil der Jagd-Trilogie |
| 11. Aug. 1951 (1960–61*)                        | –                                        | His Hare Raising Tale                         | Bugs Bunny, Clyde Bunny | LT, MM* | Friz Freleng                        | Kurzauftritt |
| 20. Sep. 1952                                   | Waidmanns Heil                           | Rabbit Seasoning                              | Bugs Bunny, Daffy Duck | MM      | Chuck Jones                         | 2. Teil der Jagd-Trilogie; nicht zu verwechseln mit Waldmannsheil aus dem Jahr 1967 (OT: Quacker Tracker)                                                                |
| 14. Mär. 1953 (1962–63*)                        | Viele Wege führen nach Rom               | Upswept Hare                                  | Bugs Bunny | MM*     | Robert McKimson                     | |
| 9. Mai 1953                                     | Der Ameisenkrieg                         | Ant Pasted                                    | – | LT      | Friz Freleng                        | dt. Alternativtitel: Elmer und die Ameisen-Armee (S8) |
| 3. Okt. 1953                                    | Duck dich, Duck!                         | Duck! Rabbit, Duck!                           | Bugs Bunny, Daffy Duck | MM      | Chuck Jones                         | 3. Teil der Jagd-Trilogie; nicht zu verwechseln mit Daffy Duck dich! aus dem Jahr 1959 (OT: People Are Bunny)                                                            |
| 12. Dez. 1953                                   | Treibjagd                                | Robot Rabbit                                  | Bugs Bunny | LT      | Friz Freleng                        | dt. Alternativtitel: Häschen Langohr und der Roboter (Dux) |
| 27. Mär. 1954 (1959–64*)                        | Mit List und Tücke                       | Design for Leaving                            | Daffy Duck | LT, MM* | Robert McKimson                     | |
| 30. Okt. 1954 (19. Juli 1969*)                  | –                                        | Quack Shot                                    | Daffy Duck | MM*     | Robert McKimson                     | letzte Blue-Ribbon-Veröffentlichung |
| 29. Jan. 1955 (1963–64*)                        | Ungebetene Gäste                         | Pests for Guests                              | Goofy Gophers | MM*     | Friz Freleng                        | |
| 12. Feb. 1955                                   | Wettlauf in die Wolken                   | Beanstalk Bunny                               | Bugs Bunny, Daffy Duck | MM      | Chuck Jones                         | |
| 7. Mai 1955                                     | Hasentausch                              | Hare Brush                                    | Bugs Bunny | MM      | Friz Freleng                        | dt. Alternativtitel: Bugs Bunny der Meister aller Lampen (S8); Bugs Bunny – Weidmannsheil (S8)                                                                           |
| 11. Juni 1955                                   | Zeichentrickserei                        | Rabbit Rampage                                | Bugs Bunny | LT      | Chuck Jones                         | Kurzauftritt |
| 9. Juli 1955                                    | –                                        | This Is a Life?                               | Bugs Bunny, Daffy Duck, Yosemite Sam, Granny | MM      | Friz Freleng                        | |
| 26. Nov. 1955                                   | Erbschleicher                            | Heir-Conditioned                              | Sylvester, Kurzauftritt: Tweety | LT      | Friz Freleng                        | dt. Alternativtitel: Geldsorgen |
| 14. Jan. 1956                                   | –                                        | Bugs’ Bonnets                                 | Bugs Bunny | MM      | Chuck Jones                         | |
| 15. Sep. 1956                                   | –                                        | A Star Is Bored                               | Bugs Bunny, Daffy Duck, Yosemite Sam | LT      | Friz Freleng                        | |
| 13. Okt. 1956 (1963–64*)                        | –                                        | Yankee Dood It                                | Sylvester | MM*     | Friz Freleng                        | |
| 27. Okt. 1956                                   | Ein alter Fernsehhase                    | Wideo Wabbit                                  | Bugs Bunny | MM      | Robert McKimson                     | |
| 6. Juli 1957                                    | Der Ring der Niegelungen                 | What’s Opera, Doc?                            | Bugs Bunny | MM      | Chuck Jones                         | Eintrag in der National Film Registry (1992) |
| 14. Dez. 1957                                   | Das Karnickel Romeo                      | Rabbit Romeo                                  | Bugs Bunny, Millicent | MM      | Robert McKimson                     | dt. Alternativtitel: Elmer + Bunny – Der Hasen-Kavalier (S8) |
| 4. Jan. 1958                                    | Entenschmaus                             | Don’t Axe Me                                  | Daffy Duck, Barnyard Dawg | MM      | Robert McKimson                     | |
| 1. Nov. 1958                                    | –                                        | Pre-Hysterical Hare                           | Bugs Bunny | LT      | Robert McKimson                     | |
| 23. Mai 1959                                    | –                                        | A Mutt in a Rut                               | – | LT      | Robert McKimson                     | |
| 1. Apr. 1960                                    | Das Interview                            | Person to Bunny                               | Bugs Bunny, Daffy Duck | MM      | Friz Freleng                        | |
| 12. Nov. 1960                                   | –                                        | Dog Gone People                               | – | MM      | Robert McKimson                     | |
| 21. Okt. 1961                                   | Elmer + Leo – Rette sich, wer kann! (S8) | What’s My Lion?                               | – | LT      | Robert McKimson                     | |
| 21. Apr. 1962                                   | –                                        | Crows’ Feat                                   | Jose & Manuel | MM      | Friz Freleng Co-Regie: Hawley Pratt | Kurzauftritt |
| 27. Nov. 1979                                   | –                                        | Bugs Bunny’s Christmas Carol                  | Bugs Bunny, Schweinchen Dick, Sylvester & Tweety, Yosemite Sam, Kurzauftritte: Foghorn Leghorn, Pepé le Pew | MM      | Friz Freleng                        | Kurzauftritt; Teil des Specials Bugs Bunny’s Looney Christmas Tales |
| 21. Mai 1980                                    | –                                        | Portrait of the Artist as a Young Bunny       | Bugs Bunny, Kurzauftritte: Road Runner & Wile E. Coyote | LT      | Chuck Jones & Phil Monroe           | Teil des Specials Bugs Bunny’s Bustin’ Out All Over |
| 11. Feb. 1991                                   | Box Office Bunny                         | Box-Office Bunny                              | Bugs Bunny, Daffy Duck, Kurzauftritt: Jason Voorhees | LT      | Darrell Van Citters                 | |
| 25. Aug. 1992                                   | –                                        | Invasion of the Bunny Snatchers               | Bugs Bunny, Daffy Duck, Yosemite Sam, Kurzauftritt: Schweinchen Dick | LT      | Greg Ford & Terry Lennon            | Teil des Specials Bugs Bunnys haarsträubende Geschichten |
| 25. Aug. 1995                                   | Carrotblanca                             | Carrotblanca                                  | Bugs Bunny, Daffy Duck, Penelope Pussycat, Pepé le Pew, Sylvester & Tweety, Yosemite Sam, Kurzauftritte: Barnyard Dawg, Beaky Buzzard, Foghorn Leghorn, Gossamer, Granny, Miss Prissy, Mugsy, Pete Puma, Sam Sheepdog, Schweinchen Dick, Spike & Chester, The Crusher | LT      | Douglas McCarthy                    | Kurzauftritt |
| 13. Juni 1997                                   | (Pannen) Bunny!                          | (Blooper) Bunny!                              | Bugs Bunny, Daffy Duck, Yosemite Sam | MM      | Greg Ford & Terry Lennon            | bereits 1991 produziert; mit 3D-Szenen |
| 10. Feb. 2012                                   | –                                        | Daffy’s Rhapsody                              | Daffy Duck, Kurzauftritt: Bugs Bunny | LT      | Matthew O’Callaghan                 | 3D-Animationsfilm; Festival-d’Animation-Annecy-Nominierung (2012) |

- LT steht für die Looney-Tunes-Reihe, MM steht für die Merrie-Melodies-Reihe.
- Mit einem Sternchen gekennzeichnete Filme sind als Blue-Ribbon-Versionen wiederveröffentlicht worden. Dadurch änderten sich Titel und einige Looney-Tunes-Cartoons wurden zu Merrie-Melodies-Cartoons.
- S8 steht für Super-8-Titel.
- Dux steht für Dux-Kino-Titel.
- K steht für Titel von kleineren Labels.

## Kompilationsfilme
- 1979: Bugs Bunnys wilde, verwegene Jagd (The Bugs Bunny/Road-Runner Movie, mit Realszenen)
- 1981: Der total verrückte Bugs Bunny Film (The Looney, Looney, Looney Bugs Bunny Movie, mit Realszenen, Kurzauftritt)
- 1982: Bugs Bunny – Märchen aus 1001 Nacht (Bugs Bunny’s 3rd Movie: 1001 Rabbit Tales, Kurzauftritt)
- 1983: Daffy Ducks fantastische Insel (Daffy Duck’s Movie: Fantastic Island, Kurzauftritt)
- 1988: Daffy Duck’s Quackbusters (Egghead hat eine Kurzauftritt)

## Fernsehserien
- 1979: Die schnellste Maus von Mexiko (Kompilationsserie, nur alte Version)
- 1983: Mein Name ist Hase (Kompilationsserie)
- 1990–1992: Tiny Toon Abenteuer (Tiny Toon Adventures)
- 1993, 1995: Animaniacs (2 Folgen)
- 1995: Sylvester und Tweety (The Sylvester & Tweety Mysteries, Folge 1x08)
- 1999: Histeria! (Kurzauftritte von Elmer Fudd und Egghead)
- 2002–2005: Baby Looney Tunes (19 Folgen)
- 2005: Bugs Bunny und Looney Tunes (Kompilationsserie)
- 2011–2013: The Looney Tunes Show (11 Folgen)
- 2015–2019: Die neue Looney Tunes Show (New Looney Tunes, 37 Folgen)
- seit 2019: Looney Tunes Cartoons (33 Folgen)

## TV-Specials
Es erschienen zahlreiche Fernsehspecials, die großteils aus alten Kurzfilmen bestehen. Nur Daffy Duck and Porky Pig Meet the Groovie Goolies (1972), Bugs Bunny am Hofe König Arthurs (1978), Bugs Bunny’s Looney Christmas Tales (1979) und Bugs Bunny’s Bustin’ Out All Over (1980) sind originale Zeichentrickproduktionen. Ein weiterer neuer Kurzfilm mit Elmer Fudd erschienen in dem Special Bugs Bunnys haarsträubende Geschichten (1992).
- 1972: Daffy Duck and Porky Pig Meet the Groovie Goolies (erste Fernsehproduktion, mit Realszenen)
- 1977: Bugs Bunny’s Easter Special
- 1978: Bugs Bunny am Hofe König Arthurs (A Connecticut Rabbit in King Arthur’s Court)
- 1979: Bugs Bunny’s Valentine
- 1979: Bugs Bunny’s Looney Christmas Tales
- 1980: Bugs Bunny’s Bustin’ Out All Over
- 1980: The Bugs Bunny Mystery Special
- 1982: Bugs Bunnys verrückte Fernsehwelt (Bugs Bunny’s Mad World of Television)
- 1988: Bugs Bunnys Hitparade (Bugs vs. Daffy: Battle of the Music Video Stars)
- 1989: Bugs Bunnys wilde Welt des Sports (Bugs Bunny’s Wild World of Sports)
- 1991: Bugs Bunnys Katastrophen-Ouvertüre (Bugs Bunny’s Overtures to Disaster)
- 1992: Bugs Bunnys haarsträubende Geschichten (Bugs Bunny’s Creature Features)

### Weitere
- 1986: Bugs Bunny/Looney Tunes 50th Anniversary (mit Star-Interviews)
- 1990: Happy Birthday Bugs (Happy Birthday, Bugs!: 50 Looney Years, mit Realszenen und Stars)
- 2002: The 1st 13th Annual Fancy Anvil Awards Show Program Special: Live in Stereo (mit Realszenen und Stars)
- 2003: Cartoon Network’s Funniest Bloopers and Other Embarrassing Moments (mit Realszenen)

## Direct-to-Videos
- 1992: Tiny Toons Abenteuer: Total verrückte Ferien (Tiny Toon Adventures: How I Spent My Vacation, Kurzauftritt)
- 1997: Bugs Bunny’s Funky Monkeys (Realfilm/Natur-Lehrfilm)
- 1997: Bugs Bunny’s Silly Seals (Realfilm/Natur-Lehrfilm, Kurzauftritt)
- 1998: Sing-Along – Quest for Camelot
- 1998: Sing-Along – Looney Tunes
- 2003: Looney Tunes: Reality Check (Webtoons-Kompilationsfilm)
- 2003: Looney Tunes: Stranger Than Fiction (Webtoons-Kompilationsfilm)
- 2006: Bah, Humduck! A Looney Tunes Christmas
- 2015: Looney Tunes – Hasenjagd (Looney Tunes: Rabbits Run)

## Realfilme/Animationsfilme
- 1996: Space Jam
- 2003: Looney Tunes: Back in Action (mit Elmer Fudd, Egghead hat einen Kurzauftritt)
- 2021: Space Jam: A New Legacy

### Weitere
- 1988: Falsches Spiel mit Roger Rabbit (Who Framed Roger Rabbit, Kurzauftritt)

## Dokumentarfilme
- 1975: Bugs Bunny: Superstar (Kino-Dokumentarfilm/Kompilationsfilm)
- 1989: Bugs & Daffy: The Wartime Cartoons (Dokumentarfilm/Kompilationsfilm)
- 1991: Chuck Amuck: The Movie
- 2000: Chuck Jones: Extremes & Inbetweens – A Life in Animation (mit Stars)

## Webtoons
Anfang der 2000er Jahre wurden auf der Looney-Tunes-Website mehrere Webtoons veröffentlicht:
- 2001: Mysterious Phenomena of the Unexplained #2 und 4
- 2001: The Junkyard Run #2
- 2001: Toon Marooned #1–7
- 2001: Judge Granny #3
- 2001: The Matwix
- 2002: Sports Blab #1–2
- 2002: The Royal Mallard #4
- 2002: Tech Suppork (Kurzauftritt)
- 2003: Aluminum Chef #1
- 2005: Dating Do’s & Don’ts
- 2005: Fast Feud (Kurzauftritt)
- 2005: Malltown and Tazboy
- 2005: Wild King Dumb

## Werbespot
- 2009: Geico-Werbespot